# Gefüllte Ananas

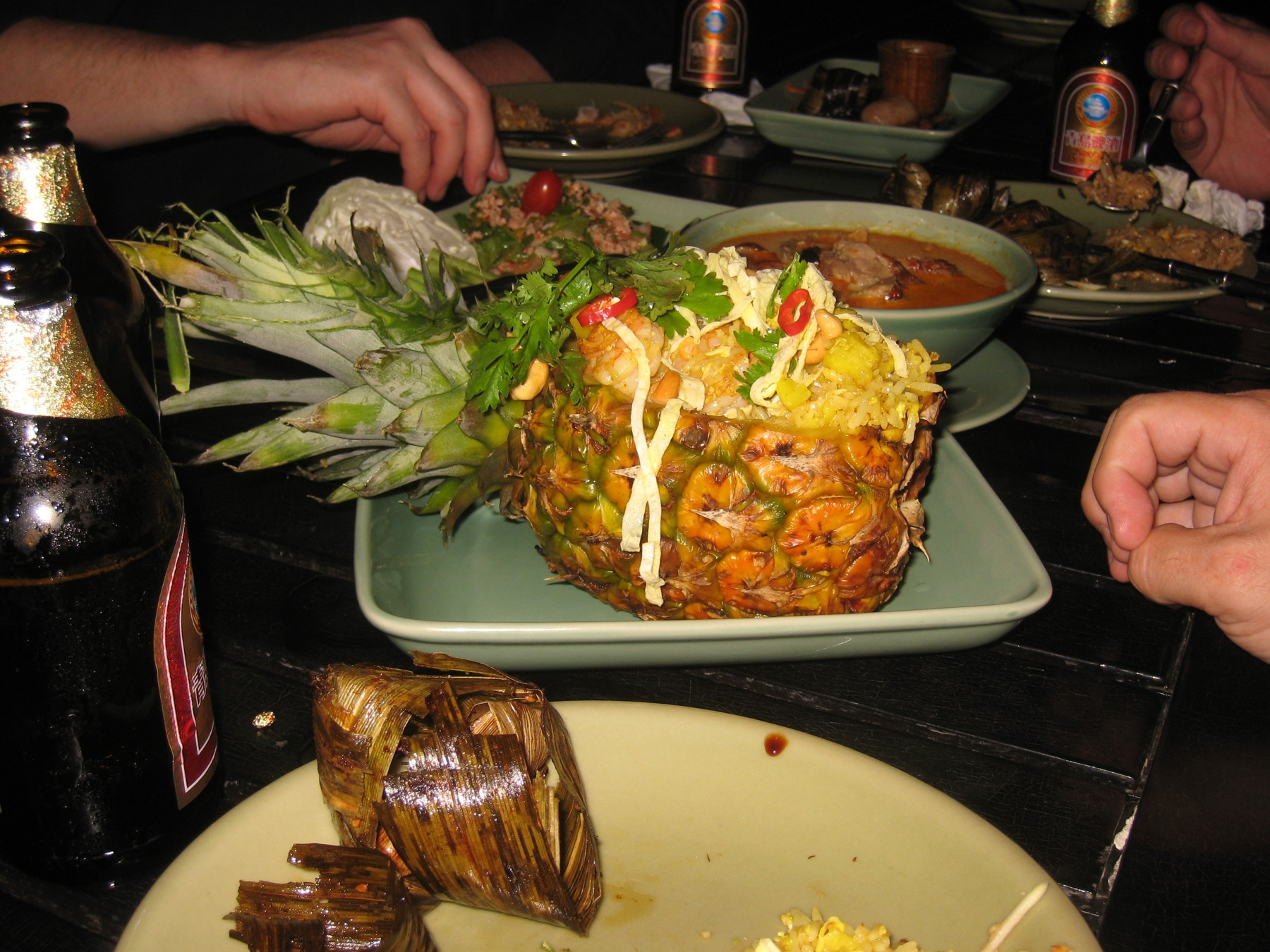
Gefüllte Ananas

Gefüllte Ananas sind Speisen, die in einer pikanten oder einer süßen Variante zubereitet werden können. Gefüllte Früchte werden traditionell mit Edelspirituosen mazeriert.

## Zubereitungen
- Geeignet sind kleine „Baby-Ananas“: von der ganzen Frucht zuerst einen Deckel abschneiden, aushöhlen, abwechselnd mit Schlagsahne, Ananasscheiben, Schlagsahne und Erdbeeren füllen, mit Maraschino Kirschwasser oder Curacao mazeriert.[1]
- Ganze Baby-Ananas ausgehöhlt und mit Geflügelsalat oder Hummersalat gefüllt.[1]
- Ananas Georgette ist eine ganze stehende Ananas, ausgehöhlt wie eine Kürbisflasche, und mit einer bayerischen Creme mit Ananaspüree und Ananasscheibchen gefüllt. Den Blätterbüschel als Deckel wieder draufsetzen.[2]
- Ananas Virginie das gleiche Verfahren wie bei Ananas Georgette, aber mit Erdbeeren.[2]
- Ananas en surprise (französisch: Ananas-Überraschung) ist eine ausgehöhlte Ananas gefüllt mit Erdbeer- und Ananasstückchen und Himbeerpüree.[3]